# Circuit de Papez

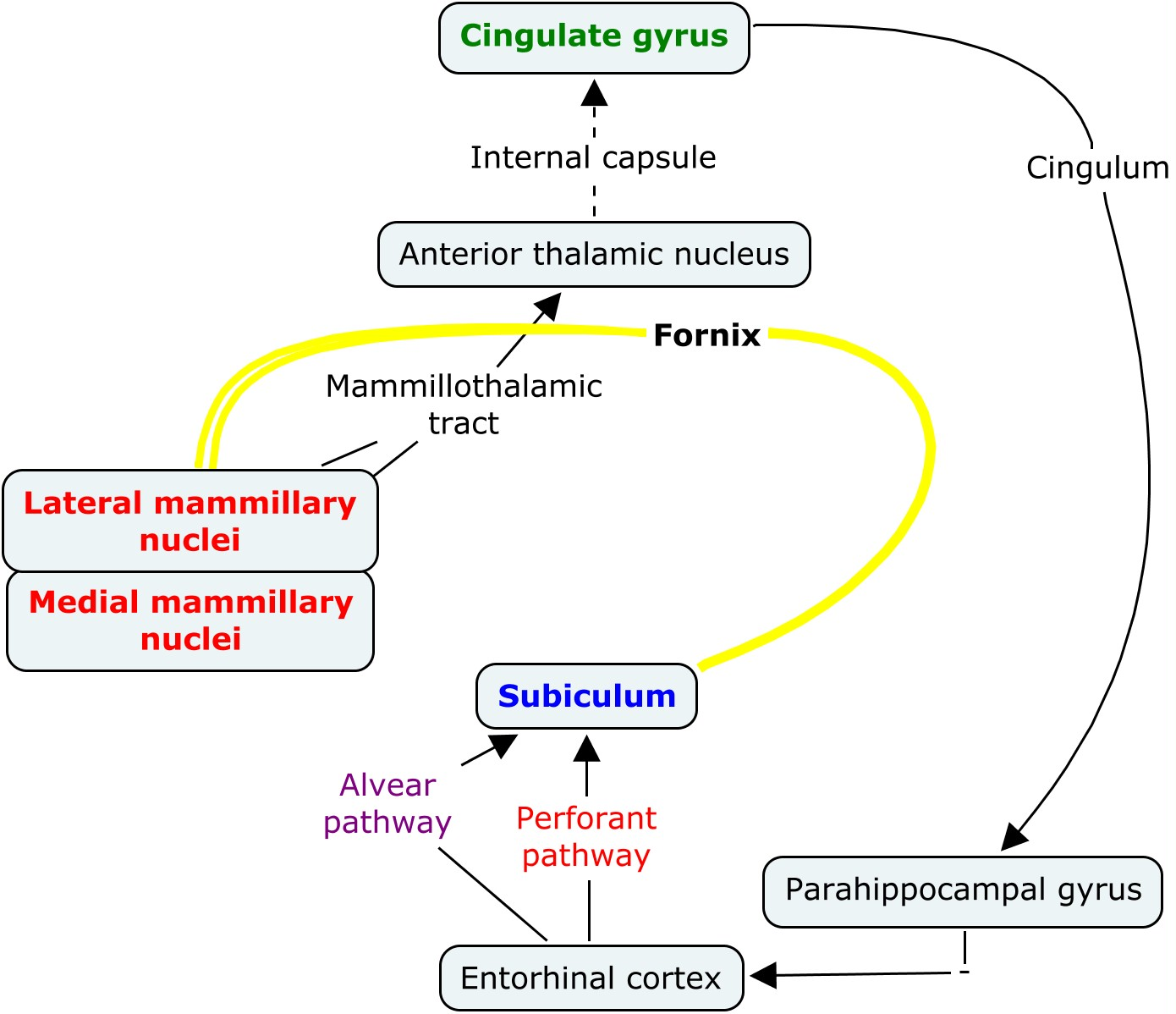
Circuit de Papez-Jakob (ou cerveau viscéral).

Le circuit de Papez est un ensemble de structures nerveuses du cerveau impliquées dans le contrôle des émotions. Il a reçu le nom du neuroanatomiste américain James Papez qui théorisa le rôle de ce circuit dans l'expérience émotionnelle. On le dénomme aussi circuit de Papez-Jakob (en référence à Christofredo Jakob) ou encore cerveau viscéral (voir ci-dessous).
Le circuit de Papez est constitué de différentes structures du système limbique situées sur la face médiane du cerveau comprenant le cortex cérébral temporal et cingulaire, le thalamus, l'hypothalamus et certaines de leurs interconnexions.

## Description anatomique du circuit de Papez-Jakob

Circuit de Papez.

Le circuit de Papez-Jakob peut être décrit comme une série de connexions entre 4 principales structures sous la forme Origine ’ Voie nerveuse ’ Destination :
- Corps mamillaires de l'hypothalamus ’ faisceau mammillo-thalamique de Vicq d'Azyr ’ noyau antérieur du thalamus
- Noyau antérieur du thalamus ’ genou de la capsule interne ’ cortex cingulaire postérieur
- Cortex cingulaire postérieur ’ faisceau parasagittal ’ gyrus parahippocampique
- hippocampe ’ fimbria ’ fornix ’ corps mamillaires

Le système ainsi décrit n'était pas fermé (donc un circuit ouvert). Au niveau de l'ensemble hippocampique, il aurait fallu au moins ajouter une connexion entre l'aire parahippocampique et le subiculum pour le fermer.
- gyrus parahippocampique ’ cortex entorhinal ’ voie perforante ’ hippocampe

## Fonctions
L'interprétation de Jakob, en accord avec celle de Papez, sera d'abord confirmée par les expériences de Klüver et Bucy, montrant qu'une ablation bilatérale des lobes temporaux engendre une altération sévère du comportement chez des singes macaques et notamment une cécité psychique qui se manifeste par une absence de réaction de peur.
Plus tard, les études de Jakob serviront de fondement aux expositions de Paul MacLean du cerveau viscéral (MacLean emploie le même nom mis en usage par Christofredo Jakob et enseigné en Argentine et autres pays dès 1908) et sa théorie du cerveau triunique.

## Pathologie
Hormis des troubles de l'émotion assez rares comme le syndrome de Klüver-Bucy (souvent consécutif à une méningite), des lésions du circuit de Papez, à condition d'être bilaterales (mais pas nécessairement symétriques) provoquent souvent des troubles de la mémoire, et en particulier un
syndrome de Korsakoff (caractéristique d'une atteinte bilatérale des corps mamillaires chez des patients alcooliques). Des atteintes vasculaires des voies nerveuses du circuit (faisceaux mamillothalamiques, fornix, etc.) peuvent provoquer des troubles similaires.

## Histoire de la découverte du circuit
Le circuit de Papez porte le nom de James Papez, le neuroanatomiste qui en publia la description anatomo-fonctionnelle en 1937. Or, ce circuit et son importance dans les émotions avait déjà été rapporté, une trentaine d'années plus tôt, par l'un des fondateurs de la neurobiologie en Argentine, Christofredo Jakob,.
Formé en Allemagne et auteur d'un traité de neuroanatomie, Jakob regagna l'Argentine en 1899 et se lança dans l'étude de maladies neurodégénératives et des circuits de l'inflammation. Ces recherches qu'il mena à l'hôpital Borda de Buenos Aires, lui firent découvrir le rôle du gyrus cingulaire dans la proprioception et l'intéroception ce qui le mit sur la piste de l'idée novatrice qu'il existerait au sein du système nerveux central un centre qu'il appelle « cerveau viscéral » dont la fonction serait de réguler les émotions. Dans une série d'articles publiés à partir de 1907, il décrit un circuit comprenant les 4 structures principales décrites plus tard comme le circuit de Papez. Malheureusement, Jakob écrivait en allemand ou en espagnol, mais pas en anglais et ses découvertes ne trouvèrent guère d'écho auprès de la communauté scientifique de l'époque.
Aussi quand en 1937, l'anatomiste américain James Papez pose ironiquement la question : « Is emotion a magic product or is it a physiological process which depends on an anatomic mechanism? » (L'émotion est-elle un produit magique ou est-ce un processus physiologique qui dépend d'un mécanisme anatomique ?), il y répond avec l'hypothèse non pas d'un « centre » mais d'un circuit des émotions, sans mentionner les idées pourtant analogues de Jakob qu'il ne connaissait vraisemblablement pas. Or, à l'inverse de ce dernier, Papez connaîtra une rapide célébrité internationale. Se basant sur la riche connectivité anatomique entre l'allocortex du système olfactif archaïque et l'hypothalamus, qu'il a mis en évidence en injectant des souches de virus de la rage dans l'hippocampe de chats sains et en étudiant comment ces virus se propageaient en suivant les fibres nerveuses. L'hypothèse de Papez se verra confirmée d'une manière éloquente dans la description du syndrome de Klüver-Bucy (cf. ci-dessus et ref).
Quelques années plus tard, en 1949, Paul D. MacLean reprend les idées de Papez et les intègre avec le concept du « grand lobe limbique » proposé par Paul Broca en 1878, pour aboutir à la notion d'un système limbique qui comporte donc, en plus des structures citées, le cortex orbitofrontal, le cortex préfrontal médian, diverses structures du lobe temporal (comme le gyrus parahippocampique ou le complexe amygdalien) et des noyaux sous-corticaux (noyau médian du thalamus, aire septale, etc.). En outre, MacLean suggère aussi une perspective évolutionnaire en faisant du système limbique, une étape intermédiaire entre le cerveau reptilien et le néocortex, dans le cadre de la théorie du cerveau triunique. Si le concept de système limbique a gardé toute sa pertinence aujourd'hui, les conceptions de MacLean sur l'évolution du cerveau sont tombées en désuétude.
Finalement, ce sont donc les écrits de Papez qui seront les plus diffusés au point d'être souvent cités parmi les textes les plus importants des neurosciences. Aujourd'hui, pour rendre hommage à la précédence de Jakob, ce circuit est parfois dénommé circuit de Jakob-Papez ou circuit de Jakob, mais l'expression circuit de Papez reste la plus courante et, dans une moindre mesure, cerveau viscéral, notamment dans les écrits de vulgarisation.
Sur le plan scientifique, le circuit tel que décrit originellement par Papez ne correspond pas véritablement à ce qu'on pourrait appeler un circuit des émotions. En effet, les lésions au sein des 4 principales structures mentionnées par Papez entraînent surtout des déficits dans l'apprentissage et la mémoire. Les processus émotionnels impliquent notamment d'autres structures (comme l'amygdale) qui ont été intégrées par la suite dans ce que MacLean a décrit comme étant le système limbique.